# Eudoxia (consorte de Justiniano II)
Eudoxia (en griego medieval: Ευδοκία) (nacida cerca de los años 670, fallecida antes de 695) fue emperatriz bizantina consorte por su matrimonio con el emperador romano de Oriente Justiniano II, del que fue su primera esposa.
Todo lo que se sabe de esta mujer es su nombre, y que tuvo una hija, que en el año 705 tenía suficiente edad para ser prometida en matrimonio con el emperador de los búlgaros Tervel, y se le enviaron regalos abundantes, a cambio de su ayuda a Justiniano II para recuperar su trono, ocupado en ese momento por Tiberio III, según las crónicas descritas por Teófanes el Confesor (Crónica) y Nicéforo de Constantinopla (Breviarium Historicum). 
Seguramente Eudoxia había nacido 670, y debía morir antes del 695, sin llegar a los treinta años, cuando Justiniano fue mutilado por Leoncio y enviado al exilio a Quersoneso (ciudad). Fue enterrada en Constantinopla, en la iglesia de los Santos Apóstoles, cerca de la tumba de Justiniano I. En el año 703 Justiniano II se casó en segundas nupcias con Teodora de Jazaria.